# Pterolophia excisa
Pterolophia excisa là một loài bọ cánh cứng trong họ Cerambycidae.